# Christian Müller (historien)
Christian Müller, né le 24 avril 1976 à Witten, est un historien allemand. Il étudie les liens mondiaux entre l'Occident et l'Asie du début de la période moderne au XXIe siècle, en mettant l'accent sur l'impérialisme, le transnationalisme, les ordres normatifs, la mobilité de la main-d'œuvre, les récits de voyage, les rencontres entre civilisations, la curiosité et les identités. En novembre 2018, il est élu Fellow de la Royal Historical Society. Il est licencié en février 2023 de l'Université de Nottingham à Ningbo (UNNC), où il travaille depuis août 2015, car le ministère chinois de l'Éducation affirme en décembre 2022 que son certificat de doctorat est un faux.

## Biographie
Entre 1995 et 1998, Müller étudie l'histoire, le droit, la politique et les langues germaniques à l'université de Heidelberg. En 1999, il termine son Master of Studies en histoire moderne et pensée politique à l'University College d'Oxford. Entre 1999 et 2002, il étudie l'histoire et les langues germaniques à l'université de Heidelberg pour un Magister Artium. Entre 2003 et 2007, il est doctorant en histoire à la même université. En 2007, il arrête ses études doctorales et ne termine pas sa thèse ni ne reçoit son doctorat.
Selon le site officiel du Centre for History and Economics, Magdalene College, Cambridge, entre 2007 et 2008, Müller est "Mellon Visiting Scholar" au Centre.
Müller est chercheur et chargé de cours en histoire moderne à l'université de Münster (2018-12). Il est ensuite chercheur invité à l'université de Gand (2011-13). Il est maître de conférences en histoire, culture et communication à l'université des sciences appliquées et des arts HAWK, à Göttingen (2014-15). À Göttingen, il rédige un livre intitulé La politique de l'expertise: L'institutionnalisation des réseaux juridiques et sociaux transnationaux en Europe, 1840-1914. Cependant, ce projet de livre est interrompu par son déménagement en Chine.
Müller part à Ningbo, en Chine, en août 2015. Il est professeur associé en histoire moderne européenne et internationale à l'UNNC (2015-2023). Il travaille comme directeur de la recherche à l'École d'études internationales, codirecteur du Centre d'études internationales avancées et directeur de l'Institut mondial d'études des routes de la soie (2018-2023) de cette université. En Chine, Müller est invité à donner des conférences ou à diffuser les résultats de ses recherches à l'université de Ningbo, à la bibliothèque Tinyi Ge, à l'université Fudan et à la division chinoise de Princeton University Press.

## Publications
- (en)Travel Writings on Asia. Curiosity, Identities, and Knowledge across the East, c. 1200 to the Present (Palgrave Macmillan, 2022), avec Matteo Salonia.
- (de)Grenzüberschreitende Religion: Vergleichs- und Kulturtransferstudien zur neuzeitlichen Geschichte (Vandenhoeck und Ruprecht Verlage, 2014), avec Thies Schulze.
- (en)The Invention of Industrial Pasts: Heritage, Political Culture and Economic Debates in Great Britain and Germany, 1850-2010 (Wissner Verlag, 2013), avec Peter Itzen.
- (de)Königin Viktoria und ihre Zeit (Muster-Schmidt Verlag, 2004), avec Edgar Feuchtwanger.